# Moffans-et-Vacheresse
Moffans-et-Vacheresse és un municipi francès situat al departament de l'Alt Saona i a la regió de Borgonya - Franc Comtat. L'any 2007 tenia 588 habitants.

## Demografia

### Població
El 2007 la població de fet de Moffans-et-Vacheresse era de 588 persones. Hi havia 227 famílies, de les quals 42 eren unipersonals (4 homes vivint sols i 38 dones vivint soles), 83 parelles sense fills, 83 parelles amb fills i 19 famílies monoparentals amb fills.
La població ha evolucionat segons el següent gràfic:
Habitants censats

### Habitatges
El 2007 hi havia 262 habitatges, 235 eren l'habitatge principal de la família, 12 eren segones residències i 15 estaven desocupats. 243 eren cases i 19 eren apartaments. Dels 235 habitatges principals, 198 estaven ocupats pels seus propietaris, 33 estaven llogats i ocupats pels llogaters i 5 estaven cedits a títol gratuït; 6 tenien dues cambres, 26 en tenien tres, 51 en tenien quatre i 152 en tenien cinc o més. 204 habitatges disposaven pel capbaix d'una plaça de pàrquing. A 91 habitatges hi havia un automòbil i a 133 n'hi havia dos o més.

### Piràmide de població
La piràmide de població per edats i sexe el 2009 era:
| Homes | Edats   | Dones |
| ----- | ------- | ----- |
| 0     | 95 o +  | 0     |
| 0     | 90 a 94 | 0     |
| 0     | 85 a 89 | 4     |
| 4     | 80 a 84 | 12    |
| 8     | 75 a 79 | 4     |
| 4     | 70 a 74 | 8     |
| 24    | 65 a 69 | 20    |
| 20    | 60 a 64 | 20    |
| 12    | 55 a 59 | 20    |
| 20    | 50 a 54 | 16    |
| 20    | 45 a 49 | 28    |
| 24    | 40 a 44 | 12    |
| 16    | 35 a 39 | 28    |
| 28    | 30 a 34 | 20    |
| 12    | 25 a 29 | 16    |
| 8     | 20 a 24 | 12    |
| 20    | 15 a 19 | 4     |
| 28    | 10 a 14 | 16    |
| 24    | 5 a 9   | 12    |
| 24    | 0 a 4   | 12    |

## Economia
El 2007 la població en edat de treballar era de 381 persones, 285 eren actives i 96 eren inactives. De les 285 persones actives 249 estaven ocupades (138 homes i 111 dones) i 36 estaven aturades (19 homes i 17 dones). De les 96 persones inactives 44 estaven jubilades, 24 estaven estudiant i 28 estaven classificades com a «altres inactius».

### Ingressos
El 2009 a Moffans-et-Vacheresse hi havia 252 unitats fiscals que integraven 637 persones, la mediana anual d'ingressos fiscals per persona era de 17.929 €.

### Activitats econòmiques
Dels 19 establiments que hi havia el 2007, 2 eren d'empreses de fabricació d'altres productes industrials, 6 d'empreses de construcció, 2 d'empreses de comerç i reparació d'automòbils, 1 d'una empresa d'hostatgeria i restauració, 3 d'empreses immobiliàries i 5 d'empreses de serveis.
Dels 5 establiments de servei als particulars que hi havia el 2009, 1 era un taller de reparació d'automòbils i de material agrícola, 1 paleta i 3 electricistes.
L'any 2000 a Moffans-et-Vacheresse hi havia 4 explotacions agrícoles.

## Equipaments sanitaris i escolars
L'únic equipament sanitari que hi havia el 2009 era una ambulància.
El 2009 hi havia una escola elemental integrada dins d'un grup escolar amb les comunes properes formant una escola dispersa.

## Poblacions més properes
El següent diagrama mostra les poblacions més properes.